# Defoliant

Structura chimică a 2,4-D, unul dintre primele erbicide folosite ca defoliant.

Un defoliant este un compus chimic erbicid utilizat pentru procesul de defoliere al plantelor (ceea ce presupune pierderea frunzelor). Două dintre cele mai vechi exemple de defolianți sunt acidul 2,4-diclorofenoxiacetic (2,4-D) și acidul 2,4,5-triclorofenoxiacetic (2,4,5-T). Compușii 2,4-D și 2,4,5-T sunt absorbiți de plantă până la nivelul frunzelor, unde produc o creștere hormonală excesivă, ceea ce produce în final căderea acestora.